# Datu Saudi Ampatuan
Datu Saudi-Ampatuan là một đô thị ở tỉnh Maguindanao, Philippines.

## Các đơn vị hành chính
Datu Saudi-Ampatuan được chia ra 14 barangay.
- Bakat
- Dapiawan
- Elian
- Ganta
- Gawang
- Inaladan
- Kabengi
- Kitango
- Kitapok
- Madia
- Pagatin
- Penditen
- Salbu
- Sambulawan